# سيفتيرام
سيفتيرام Cefteram هو اسم دولي غير مسجل الملكية الزمرة الدوائية: مضاد حيوي من الجيل الثالث للسيفالوسبورينات.

## الخواص
سيفتيرام غير قابل للذوبان الحر في الميثانول والإيثانول والكلوروفورم، والأسيتونتريل. اما في الماء، سيفتيرام غير قابل للذوبان أساسا.

### الطيف
مثل العديد من السيفالوسبورينات الجيل الثالث، سيفتيرام نشط في الغالب ضد البكتيريا سالبة الجرام وخصوصا تلك التي تسبب التهاب السحايا ومرض السيلان.

### الاسم العلمي وفقاً لـ IUPAC
(6R,7R)-7-([(2Z)-2-(2-amino-1,3-thiazol-4-yl)-2-methoxyiminoacetyl]amino)-3-[(5-methyltetrazol-2-yl)methyl]-8-oxo-5-thia-1-azabicyclo[4.2.0]oct-2-ene-2-carboxylic acid

### الصيغة الكيميائية
C16H17N9O7S2 

### الكتلة المولية
479.49  g/mol

## الحركية الدوائية
هذه المجموعة من المضادات الحيوية تعرف بسيفالوسبورينات الجيل الثالث. نجد أن سيفالوسبورينات الجيل الثالث تُستخدم لعلاج العديد من الأمراض الخطيرة المتنوعة التي تسببها كائنات دقيقة مقاومة لمعظم المضادات الحيوية وخواصها:-
- أوسع طيفاً مما سبق.
- فعالة جداً ضد العصيات سلبية الغرام.
- مقاومة جداً للبيتالاكتاماز.
- تنفذ من الحاجز الدماغي الدموي BBB، وتحقق تركيزً عالياً في السال الدماغي الشوكي CSF، فتيتخدم في علاج سال مخي شوكي البكتيري بسلبيات الغرام.[6]

## الحالة القانونية
يصرف بموجب وصفة طبية فقط.